# Bechem United FC
El Bechem United es un equipo de fútbol de Ghana que juega en la Liga de fútbol de Ghana, primera división de fútbol en el país.

## Historia
Fue fundado en el año 1966 en la ciudad de Bechem en la región de Brong-Ahafo, pero fue hasta el año 2011 que lograron el ascenso a la Liga de fútbol de Ghana por primera vez.
En la temporada 2016 consiguieron su primer logro importante, el cual fue ganar la Copa de Ghana al vencer en la final al Okwahu United com marcador de 2-1.

## Rivalidades
Los principales rivales del Bechem United son el BA Stars y el Berekum Chelsea FC, ambos equipos de la misma región.

## Palmarés
- Segunda División de Ghana: 2

2010/11, 2012/13
- Copa de Ghana: 1

2016

## Participación en competiciones de la CAF
| Temporada | Torneo                       | Ronda      | Club     | Casa | Visita | Global |
| --------- | ---------------------------- | ---------- | -------- | ---- | ------ | ------ |
| 2017      | Copa Confederación de la CAF | Preliminar | MC Alger | 2-1  | 1-4    | 3-5    |